# Котяча м'ята великоцвіта
Котяча м'ята великоцвіта (Nepeta grandiflora) — вид квіткових рослин родини глухокропивових (Lamiaceae).

## Біоморфологічна характеристика
Це багаторічна рослина 50–125 см. Листки на коротких ніжках, подовжено-яйцеподібні, городчасті, із серцеподібною основою. Суцвіття рідкі, подовжені. Чашечка 7–9 мм завдовжки. Віночок блакитний, 10–14 мм завдовжки.

## Поширення
Росте у Європі від країн Балтії до Кавказу (Естонія, Латвія, Литва, Україна, Росія, Вірменія, Азербайджан, Грузія).
В Україні вид зростає у лісах — у Лісостепу (ок. м. Охтирка Сумської обл.); потребує підтвердження.